# La stella che non c'è
 La stella che non c'è  è un film del 2006 diretto da Gianni Amelio.
La pellicola è stata girata tra maggio e luglio 2005 a Shanghai, Wuhan, Chongqing, Mongolia interna e Genova, ed è liberamente ispirata al libro La dismissione di Ermanno Rea.

## Trama
Un gruppo di industriali cinesi arriva in Italia per acquistare un altoforno da un'acciaieria che sta per chiudere. Vincenzo Buonavolontà, responsabile della manutenzione dell'impianto, sa che la macchina in vendita è difettosa e vuole riparare il guasto per evitare fatali incidenti. Per questo, in un concitato colloquio intermediato da una giovane traduttrice cinese, chiede tempo al responsabile della delegazione. Malgrado le rassicurazioni ricevute, la delegazione cinese riparte in tutta fretta con l'altoforno, smontato rapidamente con la fiamma ossidrica. Così, quando Vincenzo scopre qual è il guasto e come risolverlo, non gli resta che partire per Shanghai con la nuova centralina idraulica da sostituire. Qui, però, riceve una fredda accoglienza dalla ditta di intermediazione che si è occupata di acquistare l'altoforno per un cliente, del quale non gli viene fornito l'indirizzo.
L'incontro fortuito sul posto con la giovane traduttrice che aveva conosciuto in Italia ed alla quale ha fatto involontariamente perdere il posto di lavoro, renderà possibile iniziare la ricerca di dove è stato collocato il macchinario, in un lungo viaggio all'interno della Cina e dentro se stesso.

## Riconoscimenti
- 63ª Mostra internazionale d'arte cinematografica di Venezia
  - Premio Pasinetti per la miglior interpretazione maschile (Sergio Castellitto)
- Ciak d'oro 2007
  - Migliore fotografia a Luca Bigazzi[1]